# سرطان الغدد الكيسية المخاطي في الرئة
سرطان الغدد الكيسية المخاطي في الرئة (MCACL) هو ورم خبيث نادر جدًا ينتج مخاطًا ناجمًا عن النمو غير المنضبط للخلايا الظهارية المحولة التي تنشأ في أنسجة الرئة.

## التصنيف
وفقًا لأحدث مراجعة (2004) لنظام التصنيف النسيجي لمنظمة الصحة العالمية لأورام الرئة (WHO2004)، وهو حاليًا مخطط الكتابة الأكثر شهرة على نطاق واسع للأورام الرئوية، يعد MCACL نوعًا مميزًا من السرطانات الغدية.
بشكل غير رسمي، أدرج بعض الخبراء هذه الأورام باعتبارها متغيرًا مميزًا بين طيف من الأورام السرطانية الغدية المنتجة للمخاط، بما في ذلك –من أجل زيادة المدى النسبي لإنتاج المخاط الخلوي وتراكم المخاط خارج الخلية– سرطان الغدة الصلبة، وسرطان الجلد المخاطي، وسرطان الحلق المخاطي والخلايا السرطانية الغدية، والسرطان الغدي الكيسي المخاطي، والسرطان الغدي المخاطي (الغرواني).

## تكوين النسيج
وقد لوحظ MCACL في معظم الحالات لإظهار مناطق الانتقال التدريجي حيث تصبح الخلايا أكثر شاذة وتتميز بخصائص أكثر وضوحًا للأورام الخبيثة حيث ينتقل المرء من الكبسولة أو الطبقات الخارجية للورم باتجاه مركز الكتلة. يقترح بعض الخبراء أن هذا الورم غالبًا ما يتطور بعد تطور بطيء من النمط الظاهري الحميد نسبيًا إلى الخبيث بصراحة على مدى فترة من سنوات إلى عقود.
الخلية الأصلية المفترضة لهذا الورم غير معروفة. وصفت الدراسات المجهرية الإلكترونية في 3 حالات موسين داخل الهيولى، نوى بيضاوية ملتوية، نوى بارزة، كروماتين حقيقي متجانس مع تكاثف كروماتين محيطي، ميكروفيلي، تكوين تجويف بدائي. بدا أن فشلهم في التعرف على الأجسام الصفائحية والحبيبات الكثيفة الكبيرة يستبعد نشوء خلايا النادي أو الخلايا الرئوية من النوع الثاني.
في مراجعة لـ 66 آفة مخاطية رئوية كيسية، أفاد جاو وزملاؤه أن تعبير p53 ومؤشر Ki-67 الذي يتجاوز 20% من سمات MCACL.

## التشخيص
عادة ما يكون هذا النوع المحدد من سرطان الرئة بدون أعراض ويوجد بعد تصوير الصدر بالأشعة السينية لأسباب أخرى. يُلاحظ نفث الدم في بعض الأحيان، وفي بعض الحالات، يؤدي انسداد القصبات الهوائية القاصي بسبب جلطات الدم أو سدادات المخاط إلى السعال و/أو العدوى. غالبًا ما تتضخم الآفات وتتقدم ببطء على مدار سنوات عديدة.
عرّف نظام تصنيف منظمة الصحة العالمية لعام 1999 MCACL على أنه سرطان غدي كيسي مع إنتاج موسين غزير والذي يشبه، من الناحية النسيجية (الأكثر شيوعًا)، سرطانة المثانة المثانية التي تنشأ في المبيض والثدي والبنكرياس. أشارت مراجعة عام 2004 لتصنيف منظمة الصحة العالمية إلى أن الأورام تميل إلى أن تكون مقيدة جيدًا بواسطة كبسولة نسيجية ليفية جزئية مع تغير كيسي مركزي وتجمع موسين غزير. يعد الجدار الليفي الرفيع الذي يحيط بالورم من الخصائص المميزة لهذه الآفة. يمكن أن يحدث أحيانًا داخل القصبات الرئوية، ويجب أن يوضع هذا الكيان الورمي في الاعتبار بعد التعرف على القيلة القصبية ذات خصائص التصوير المشبوهة أو غير النموذجية.
مجهريًا، تميل الخلايا الظهارية الورمية إلى النمو على طول الجدران السنخية، بطريقة مشابهة للمتغير المخاطي لسرطان القصبات الهوائية، وهو شكل أكثر شيوعًا من السرطانات الغدية. يُلاحظ نفث الدم في بعض الأحيان. يمكن أن يساعد التصوير المقطعي بالإصدار البوزيتروني (PET) في تشخيص MCACL، إذ تظهر هذه الآفات امتصاصًا شديدًا، عادةً في جدار الورم. أبلغ عن ارتفاع مستوى CA 19-9 في MCACL. يشمل التشخيص التفريقي لـ MCACL الآفات السرطانية الغدية النقيلية الثانوية، لا سيما من البنكرياس أو المبيض، وسرطان الجلد المخاطي، وسرطان القصيبات السنخي المخاطي الرئوي. قد يكون الجسم المضاد أحادي النسيلة للفأر 1D3، الذي طور لاكتشاف الميوسين ذو الوزن الجزيئي المرتفع الموجود في عدد من الأورام الخبيثة الكيسية لأعضاء مختلفة، مفيدًا في التمييز بين سرطان الغدة الكيسية المخاطي الأولي في الرئة وأورام الرئة النقيلية بسبب الآفات الكيسية المخاطية للرحم والبنكرياس وكذلك تلك الموجودة في القولون والمعدة.

## العلاج
لأغراض العلاج، اعتبر MCACL تقليديًا سرطان الرئة ذو الخلايا غير الصغيرة (NSCLC). الاستئصال الجراحي الجذري الكامل هو العلاج المفضل.